# 山田京奈
山田 京奈（やまだ けいな、12月25日 - ）は日本の女性声優。埼玉県出身。青二プロダクション所属。

## 来歴
2021年4月10日から青二プロダクションにジュニアタレントとして所属。

## 人物
趣味はヘアアレンジ、歌唱、ダンス。特技は歌唱、ダンス。

## 出演

### テレビアニメ
2023年
- ちびまる子ちゃん（男の子）
- スパイ教室

2024年
- シャドウバースF（女子生徒）
- ポケットモンスター（シズネ）
- ONE PIECE（海兵弟の彼女）
- 夏目友人帳 漆（学生、女子生徒、通行人、白髪の妖怪）

2025年
- アオのハコ
- ギルドの受付嬢ですが、残業は嫌なのでボスをソロ討伐しようと思います（受付嬢）
- ウマ娘 シンデレラグレイ（ナントウイチバン、ウォークダンサー、娘、アイちゃん）
- ウィッチウォッチ（女子2、女子3）
- 真・侍伝 YAIBA（女性）

### ゲーム
- けものフレンズ3（2022年、イリオモテヤマネコ[21]、シベリアオオヤマネコ）
- ソードアート・オンライン アリシゼーション リコリス2（2022年、暗黒魔術師、子供、オーガ族の少女）
- ペルソナ3 リロード（2024年）
- ORE'N（2025年、ハンガク[22] / 強弓のハンガク[23]）
- モンスター烈伝 オレカバトル2（2025年、ひな鳥ルフ[24]）

### ラジオ
- 根本京里のラジオ勉強中# 24（2022年）[25]

### 舞台
- ウマ娘 プリティーダービー〜Sprinters’ Story〜（2023年、アンサンブル）[26]
- 朗読劇『東京怪獣物語』再演（2024年、畑中）[27]

### ボイスコミック
- ウマ娘 ピスピス☆スピスピ ゴルシちゃん 第1話ボイスコミック【爆笑必至】（2024年）